# Чжоу Жуйян
Чжо́у Жуйя́н (кит. упр. 周睿羊, род. 8 марта 1991) — китайский профессиональный игрок 9 дана по го, серебряный призёр в командной дисциплине по го на летних Азиатских играх 2010.

## Биография
Чжоу Жуйян начал играть в го в возрасте 7 лет. В 2002 году он стал победителем крупного китайского турнира по го среди любителей — Кубка Wanbao, в том же году он получил ранг 1 профессионального дана. При этом он не  обучался в профессиональной школе го и не прибегал к услугам учителя-профессионала. В 2006 году он, имея ранг 4 дана, в борьбе за место в финале розыгрыша титула Тяньюань победил Кун Цзе, но в финале всё же уступил Гу Ли. Тогда Чжоу Жуйян стал самым молодым претендентом на этот титул (ему было 15 лет). Первым выигранным им титулом стал Синьжэнь Ван. В 2013 году Чжоу Жуйян стал обладателем наивысшего ранга — 9 профессионального дана — после победы в розыгрыше Кубка Bailing.

## Титулы
| Титул                   | Победитель | Финалист |
| ----------------------- | ---------- | -------- |
| Синьжэнь Ван            | 2007, 2008 |          |
| Кубок Bailing           | 2013       |          |
| Кубок Liguang           | 2013       |          |
| Luoyang Longmen Qisheng | 2013       |          |
| Минжэнь                 |            | 2006     |
| Тяньюань                |            | 2006     |
| Кубок NEC (Китай)       |            | 2007     |